# Schaueria populifolia
Schaueria populifolia är en akantusväxtart som beskrevs av C. B. Cl.. Schaueria populifolia ingår i släktet Schaueria och familjen akantusväxter. Inga underarter finns listade i Catalogue of Life.